# Villa Farnesina
La Villa Farnesina (o Villa della Farnesina o simplement la Farnesina) és una vil·la -palau de Roma. Va ser construïda entre 1505 i 1511 per Baldassarre Peruzzi al barri del Trastevere, per encàrrec del banquer sienès Agostino Chigi. El 1580 va ser adquirida pel cardenal Alexandre Farnese d'on va rebre el seu nom actual. Villa Farnesina va ser la primera vil·la nobiliària suburbana de Roma. La vil·la és un perfecte exemple de les primeres obres renaixentistes. Consta d'un bloc central del que arrenquen dues ales més petites a ambdós costats, formant així una espècie de U. Les façanes són de color ataronjat, senzilles i harmonioses. A la façana davantera es troba la lògia de Cupido i Psique que dona l'accés al palauet que va ser decorat pel mateix Raffaello Sanzio.
Al bell jardí de la vil·la se celebraven importants festes amb prínceps, poetes, artistes i fins i tot papes. Conta la llegenda que el malbaratament de luxe i ostentació era tan gran que durant les festes, les vaixelles que eren d'or i plata, en lloc de rentar-les i recollir-les, eren llençadesal fons del Tíber, el riu romà que passa als peus de la vil·la.

## Construcció

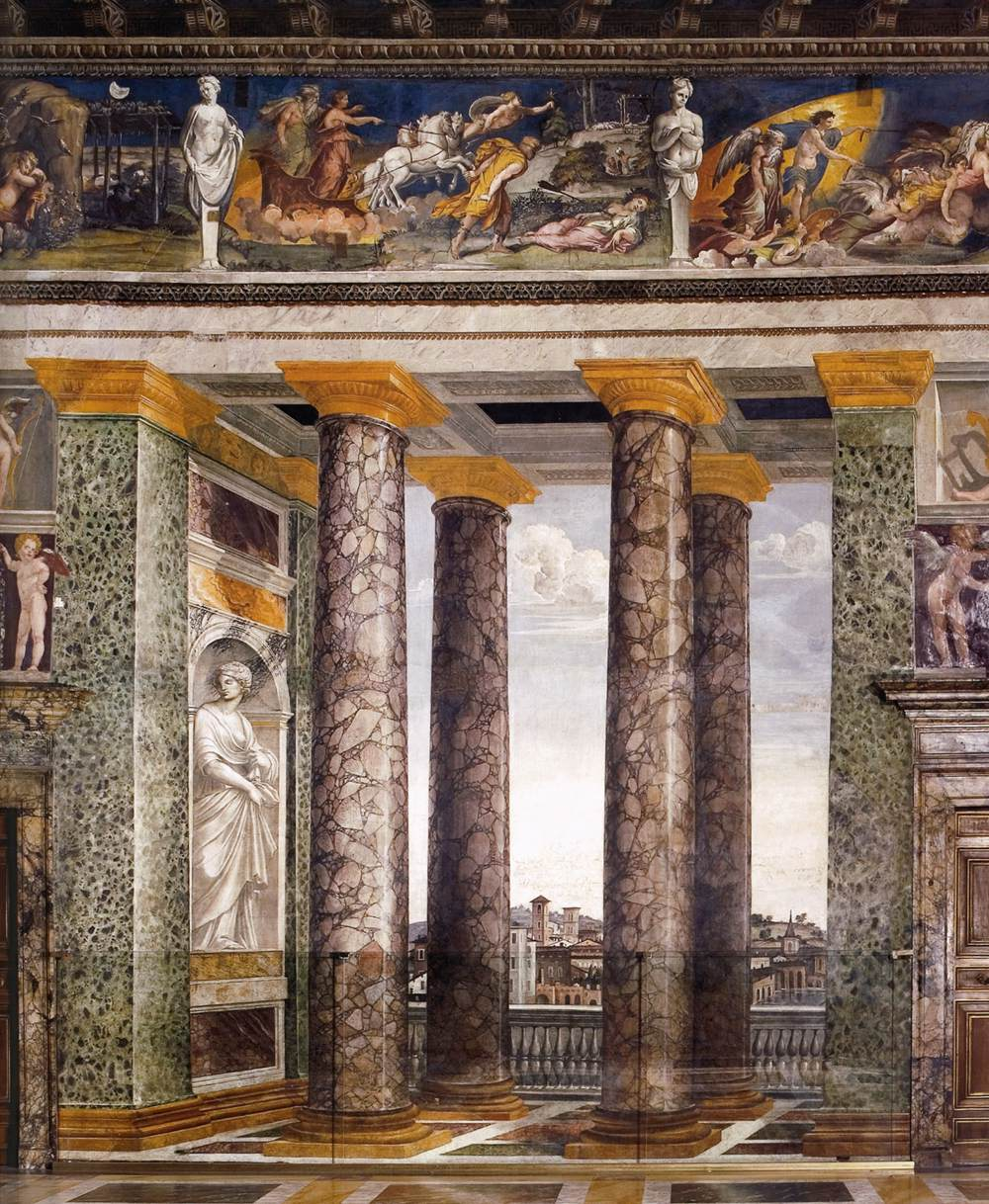
La sala delle Prospettive

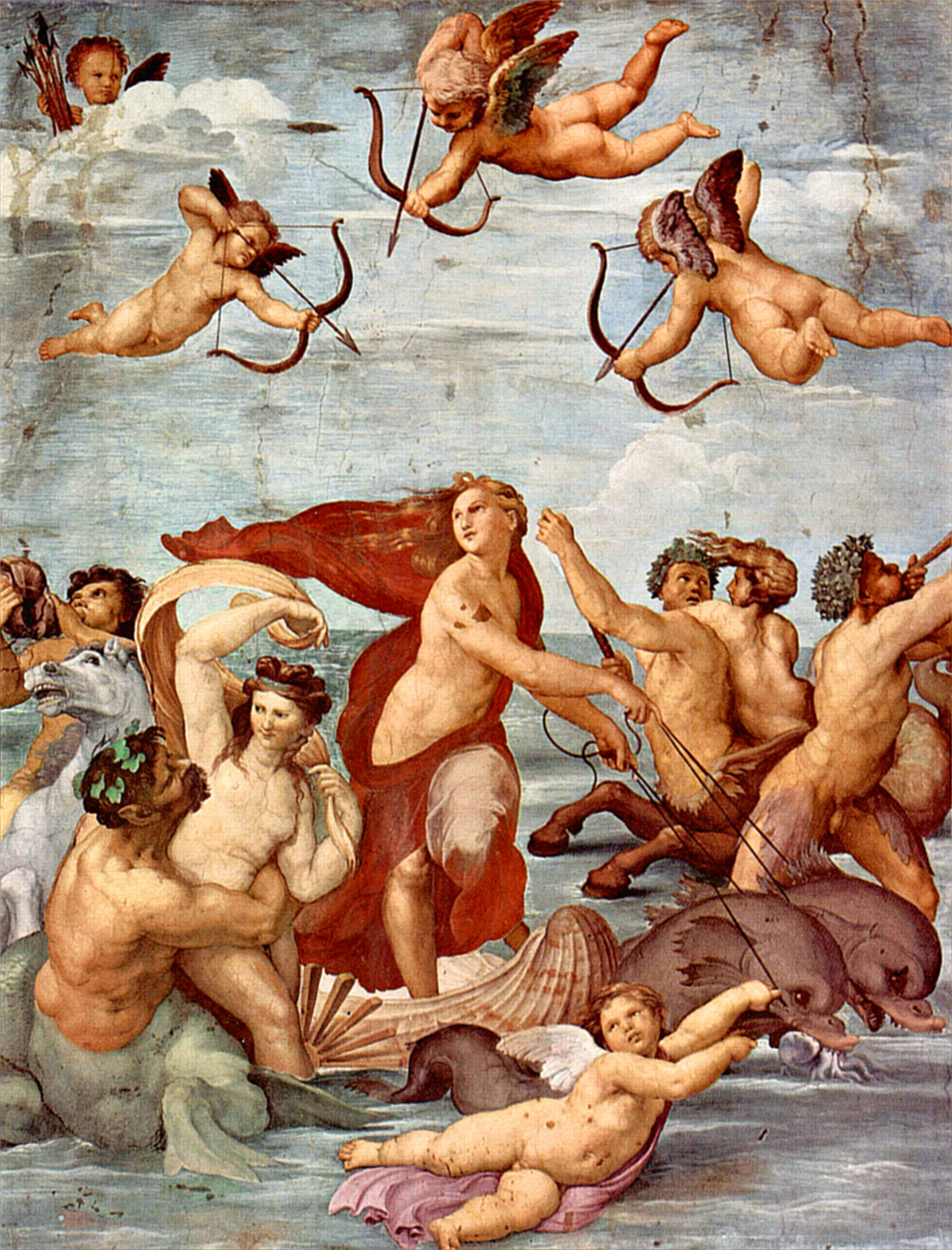
El triomf de Galatea de Raffaello Sanzio

La construcció de la Villa Fanesina la va realitzar Baldassare Peruzzi i va ser iniciada el 1505 i completada l'any 1511. S'alça fora de l'antiga muralla de Roma, on antany creixien els horts i vinyes de Juli Cèsar. Es creu que Cèsar va allotjar secretament en el mateix emplaçament de la vil·la, en el seu palau a la vora del riu, a Cleòpatra (44 aC). Amb això evitava d'una banda l'enutjosa trobada entre la seva dona, Calpúrnia, i la seva amant; i d'altra banda, l'incompliment de la llei que prohibia a un monarca estranger residir en la ciutat.
Des d'aquest palau fugirien Cleòpatra i el seu fill Cesarió en conèixer l'assassinat de Juli Cèsar. El part per cesària, practicat per primera vegada en aquesta ocasió per metges egipcis, pren el seu nom del fill de la cèlebre reina d'Egipte.
Es pot apreciar que amb l'inici del Renaixement la noblesa i burgesia italiana mostrava mitjançant les seves residències i viles el seu poder tant social com econòmic. Així igual que en el cas de Vaux-le-Vicomte, la persona que va encarregar l'arquitectura va ser el banquer: Agostino Chigi.
Tanmateix el nom de la vil·la es deu al seu segon propietari, el cardenal Alexandre Farnese, qui se'n va apoderar el 1577.

## Decoració interior
La decoració es va portar a terme entre 1510 i 1519. Destaquen sens dubte els frescs que s'estenen per façanes i murs. El mateix Peruzzi en va realitzar alguns d'ells. Altres artistes que van participar van ser Sebastiano del Piombo, Raffaello i els deixebles de l'últim.
Els frescs il·lustren els mites clàssics i destaquen els del vestíbul principal, anomenada «Sala de Galatea» per mostrar la nimfa Galatea en una de les obres més cèlebres de Raffaello Sanzio. Aquesta sala es completa amb les pintures d'astrologia de la volta que mostren la posició dels estels en el moment del naixement del seu primer propietari Chigi. Una altra de les estances més belles de la vil·la és el «Salone delle prospettive», decorat per Peruzzi i que als laterals pintà un trompe-l'oeil, una il·lusió òptica que va creure estar veient Roma, tal com era al segle xvi mitjançant unes columnes de marbre. Al dormitori principal, els frescs de il Sodoma il·lustren els esposoris d'Alexandre i Rosanna, i com aquesta és atesa per querubins.

## Restauració de la vil·la alseglexix
El diplomàtic i poeta romàntic espanyol Salvador Bermúdez de Castro (1817-1883), marquès de Lema, va residir alguns anys en la Villa Farnesina i la va restaurar. El palau era propietat de Francesc II, rei de les Dues Sicílies, del qual, Bermúdez de Castro, havia estat ambaixador d'Espanya (1853-1864). La Farnesina havia passat als borbons de Nàpols com a herència dels seus avantpassats els Farnese.